# Rahumäe
Rahumäe este o arie protejată (arie specială de conservare — SAC, sit de importanță comunitară — SCI) din Estonia întinsă pe o suprafață de 24 ha, integral pe uscat.

## Localizare
Centrul sitului Rahumäe este situat la coordonatele 59°23′39″N 24°41′39″E / 59.3942°N 24.6943°E.

## Înființare
Situl Rahumäe a fost declarat sit de importanță comunitară în aprilie 2004 pentru a proteja 1 specie de plante. Situl a fost protejat și ca arie specială de conservare în august 2004.

## Biodiversitate
Situată în ecoregiunea boreală, aria protejată nu include niciun habitat protejat.
La baza desemnării sitului se află o specie protejată de  plante: Dianthus arenarius subsp. arenarius.
Pe lângă speciile protejate, pe teritoriul sitului au mai fost identificate 1 specie de plante.